# Elassochirus cavimanus
Elassochirus cavimanus är en kräftdjursart som först beskrevs av Edward John Miers 1879.
Elassochirus cavimanus ingår i släktet Elassochirus och familjen eremitkräftor. Inga underarter finns listade i Catalogue of Life.